# Арюкова, Рината Владимировна
Рината Владимировна Арюкова (10 ноября 1993) — российская футболистка, полузащитница.

## Биография
Воспитанница астраханской ДЮСШ № 8, тренер — Наиль Абризавурович Абдулов. Вызывалась в состав юниорской сборной России (до 15 лет).
В 2008 году выступала в высшей лиге России за клуб «Энергия» (Воронеж). Дебютный матч сыграла 21 августа 2008 года против «Измайлово», заменив на 86-й минуте Алёну Антонову. Всего в чемпионате России сыграла 2 матча.
В 2011 году стала серебряным призёром второй лиги России в составе клуба «Исток» (Успенское). Позднее выступала за клуб «Ника» (Большаково) в чемпионате Калининградской области. Затем много лет играла за астраханский клуб «Дельта»/«ДЮСШ № 1» в соревнованиях по футболу и мини-футболу на уровне первой и второй лиг России, признавалась лучшим игроком своей команды.